# نوع ميرسون
طوابع نوع ميرسون هي طوابع فرنسية شائعة الاستخدام، صممها لوك أوليفييه ميرسون تم اصدارها يوم 4 دجنبر 1900. وقد تم سحبها من البيع، اعتمادًا على القيم، خلال عشرينيات القرن العشرين.

## التصميم العام
تصميم طوابع نوع "ميرسون" يتماشى مع المواضيع الرمزية التي تم تدشينها مع طوابع نوع "سيج"، حيث يُمثل «الجمهورية جالسة، حارسة للسلام». معظم الطوابع محفورة بواسطة أوغست ثيفينين.
هذه الطوابع الكبيرة (السلسلة الثانية في فرنسا)، ذات التنسيق 13½ × 14 أو بدون تنسيق، تم طباعتها باستخدام طباعة المحارف المنضدة على أوراق تحتوي على 75 طابعًا، تعد هذه الطوابع أولى الطوابع ذات اللونين التي تم استخدامها في فرنسا. الطباعة باستخدام مرحلتين (مرور لكل لون) هي تقنية لم تكن قد تم اتقانها بشكل كامل بعد، وكانت هي السبب وراء العديد من التفاوتات في الألوان ومواضع الألوان على الطوابع. وللتغلب على نقص الورق أثناء الحرب العالمية الأولى، تمت طباعة بعض الصفحات على ما يسمى بورق "ج س" (الاستهلاك الكبير)، وهو ورق رديء الجودة.
يتم تفسير الحجم واللونين للطوابع من نوع ميرسون بسبب القيمة الاسمية العالية لهذه الطوابع، والتي تُستخدم مع الطوابع ذات القيم الأقل من نوعي بلان وموشون التي تم إصدارها في نفس التاريخ.

## الاستخدام البريدي

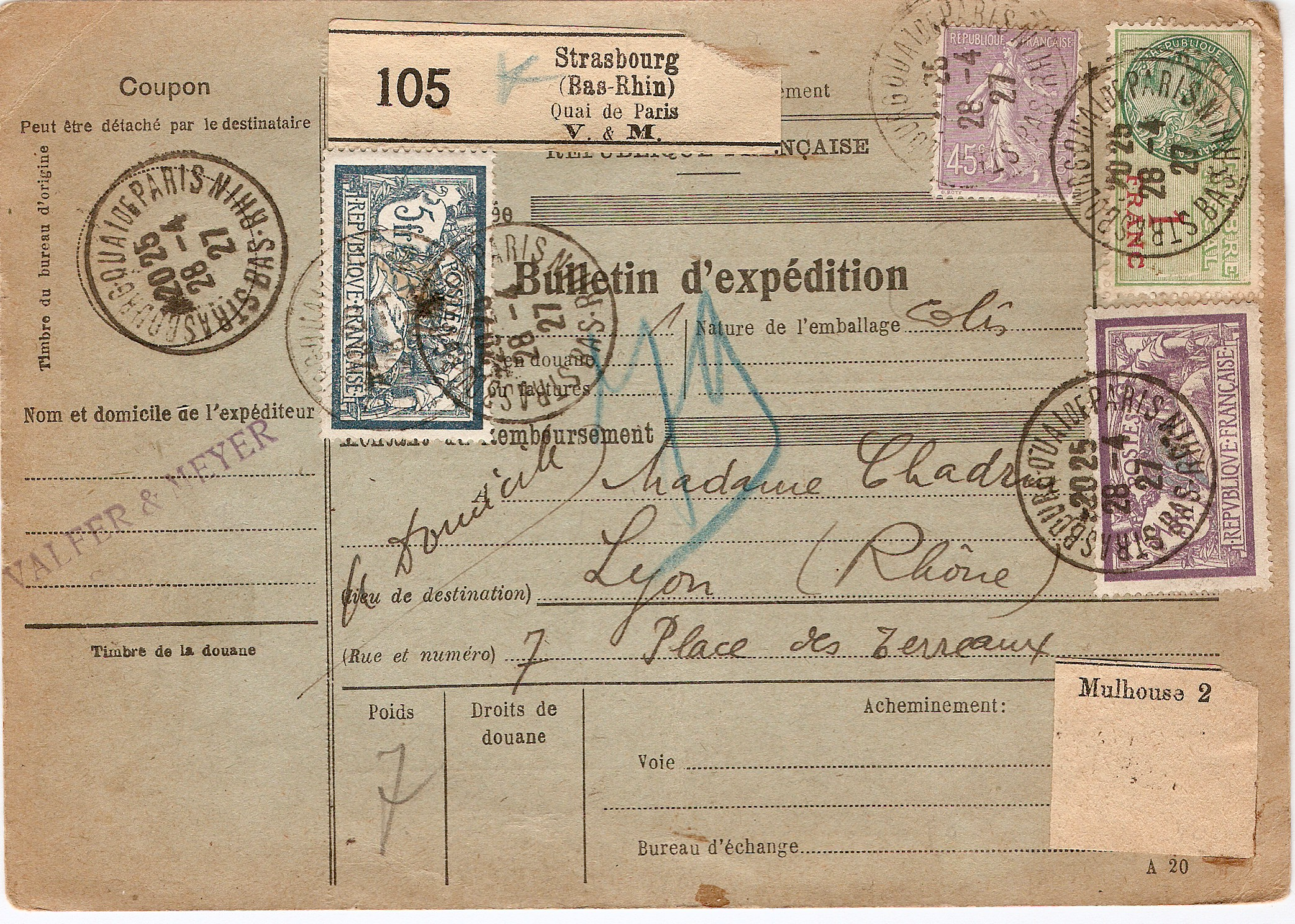
استخدام طابعين من نوع ميرسون 3f (1925) و5f (1900، طبعة 1922) لشحن طرد من الألزاس واللورين في عام 1927.

تم إصدار طوابع نوع "ميرسون" على مدار الفترة من 1900إلى 1927.
القيم الاسمية العالية للطوابع من نوع "ميرسون" توفر لها مجموعة واسعة من الاستخدامات: الرسائل المسجلة، الرسائل السريعة، الرسائل من أنواع مختلفة إلى الخارج، الإرسال بالقيمة المصرح بها، الرسائل الثقيلة، البريد الجوي (حيث تحمل الطوابع كلمات "بريد جوي" فوقها صورة ظلية لطائرة)، والطرود البريدية من الألزاس واللورين.
تمت إضافة زيادة على طابع الـ 45 سنتيم الأخضر والأزرق لعام 1906 ليصبح طابعًا مُسبق الإلغاء في عام 1922.

تمت إضافة بعض الطوابع بزيادات خاصة في مناسبات المعارض الفيلاتيلية (مثل تلك التي أُقيمت في بوردو عام 1923 و لو هافر عام 1929). بينما طوابع أخرى، التي تحمل زيادات "ملغاة" أو "نموذج"، تم استخدامها لتدريب موظفي البريد خلال دورات التدريب

المسلسل الحلقة الأولى:1900
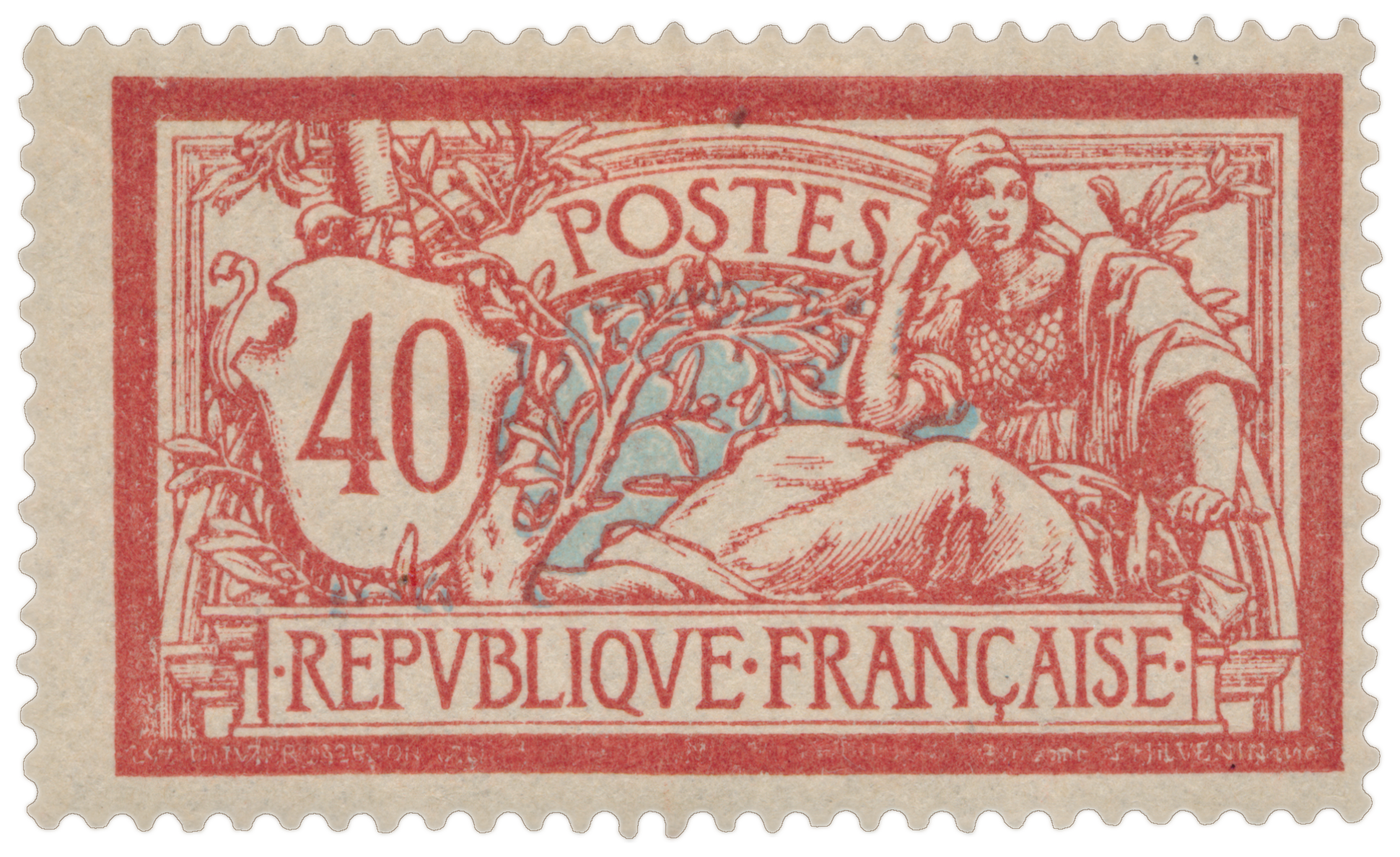
40 ج. الأحمر والأزرق
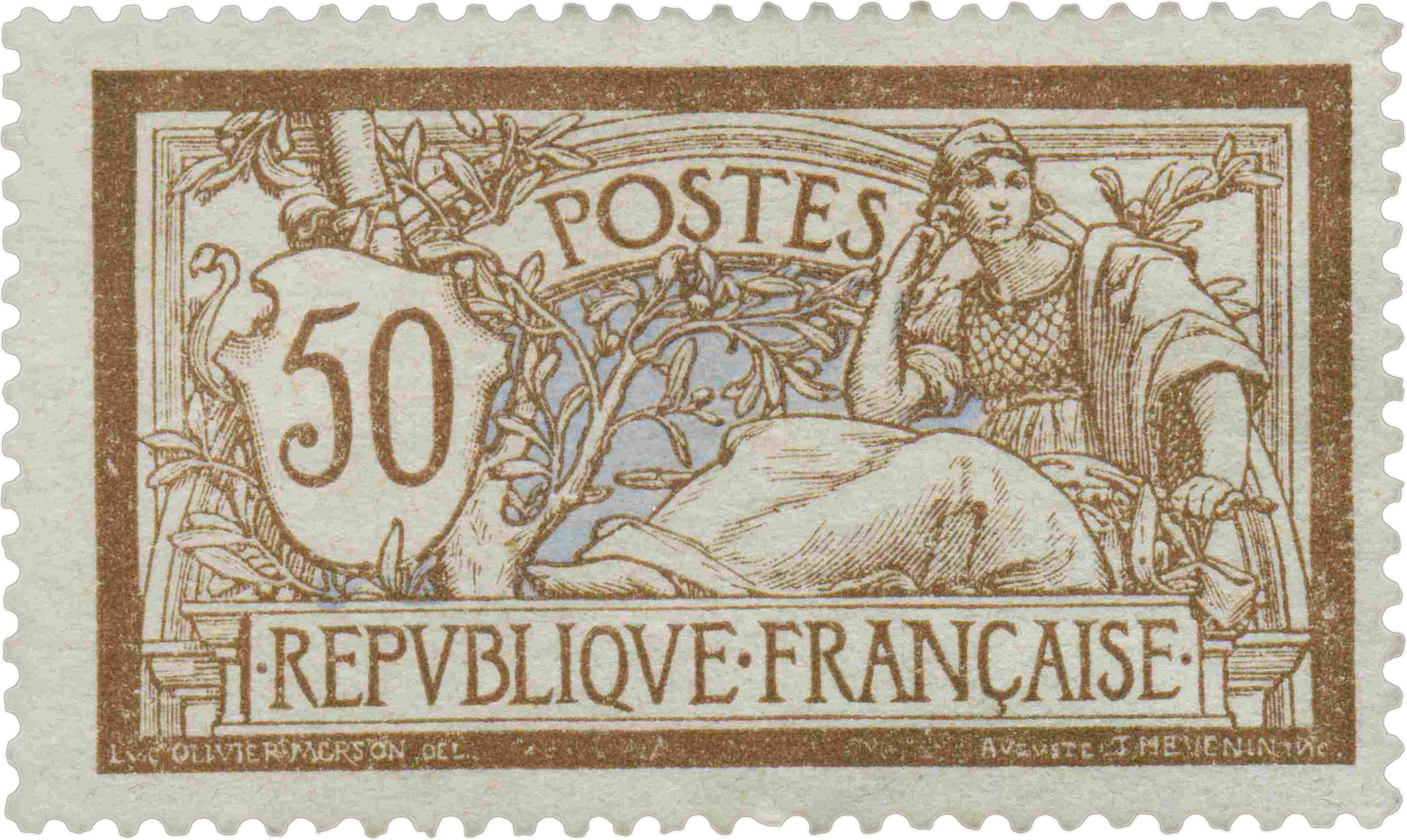
50 ج. بني ورمادي
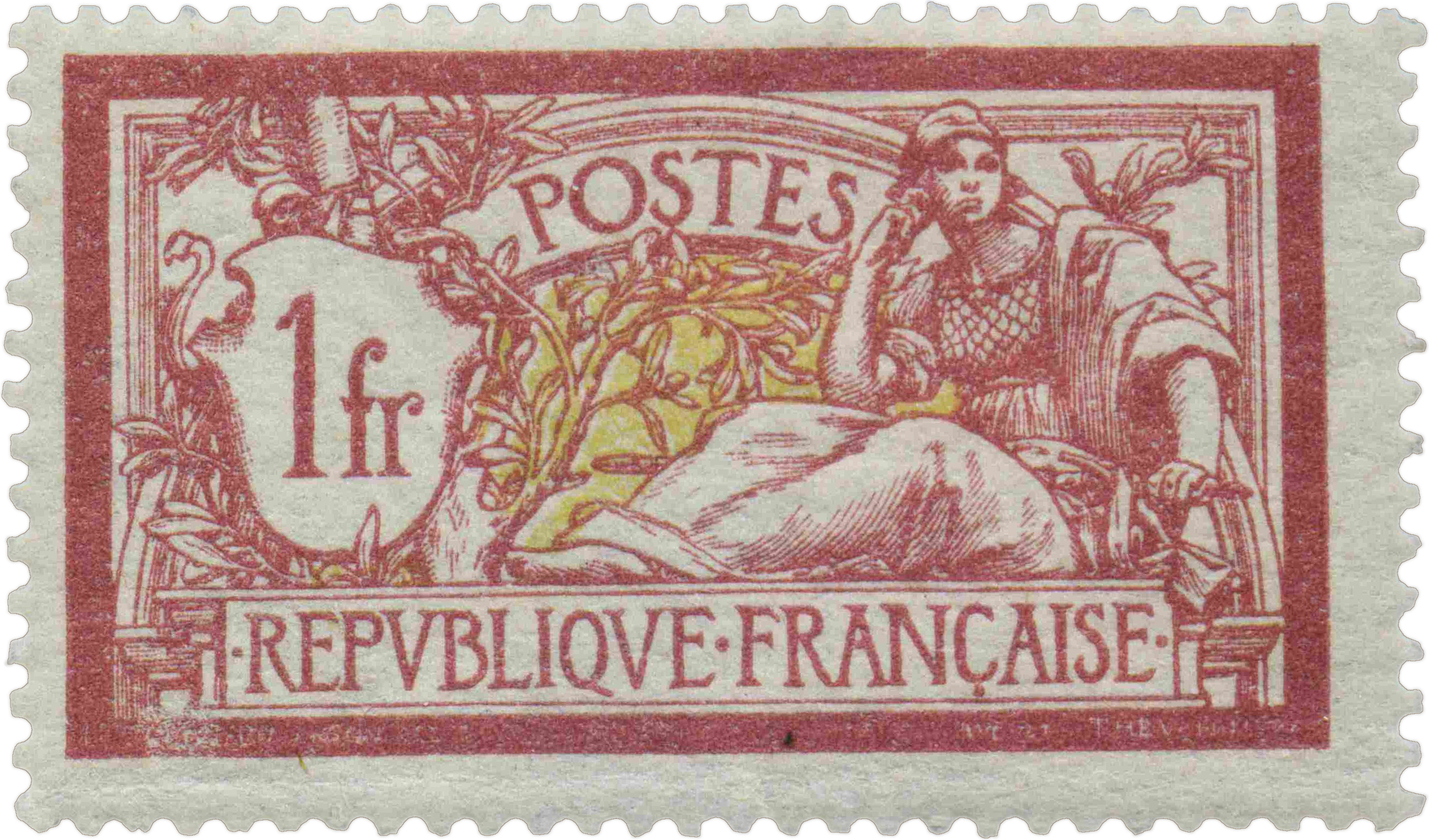
1 ف. بقايا النبيذ والزيتون
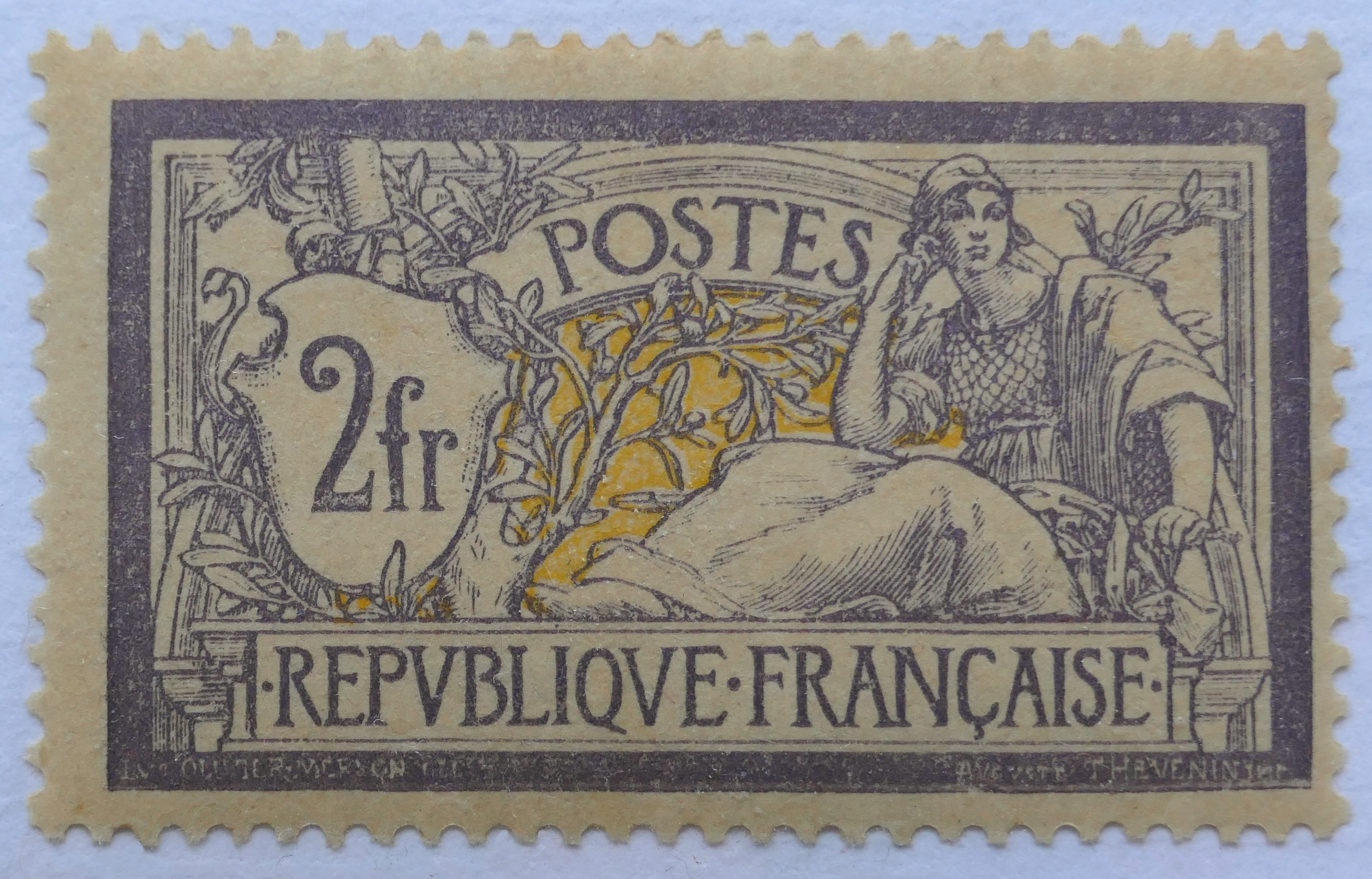
2 ف. أرجواني وأصفر[ملاحظة 1]
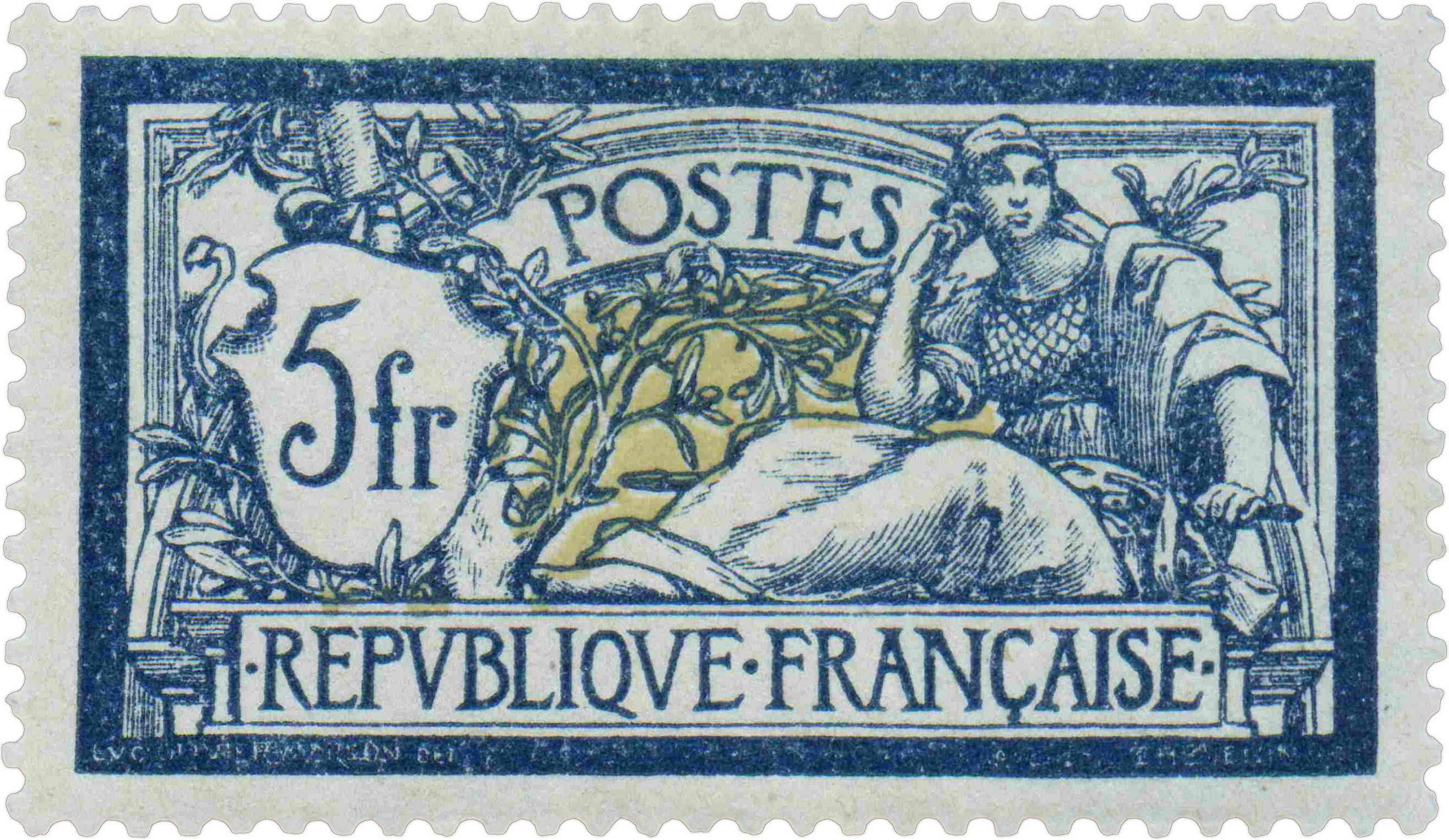
5 ف. الأزرق والشمواه

## الاستخدام خارج فرنسا

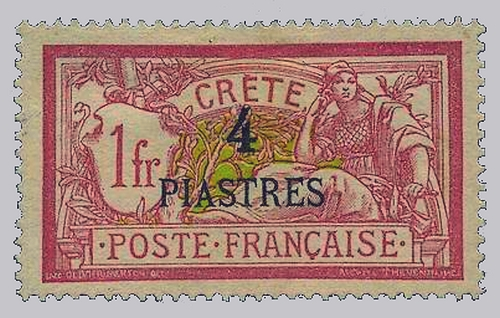
نوع معدّل للاستخدام في جزيرة كريت مع فرض ضريبة إضافية قدرها 4 قروش، حوالي عام 1920.

كما تم استخدام طوابع ميرسون أيضًا كطباعة فوقية في البلدان أو المكاتب الخاضعة للتبعية الفرنسية.
في معظم الحالات، تم إضافة زيادات تحمل اسم البلد: العلويون (سوريا)، الإسكندرية، الجزائر، أندورا، الصين، قيليقية، لبنان، منطقة كلايبيدا، سوريا. في بلاد الشام (الإمبراطورية العثمانية)، احتوى إصدار عام 1921 على زيادات بالبيزات دون ذكر اسم البلد.
تمت طباعة بعض الطوابع بتعديلات حيث يظهر اسم البلد في الإطار الذي يحتوي على كلمة "فرنسا" في الإصدار الأصلي: الإسكندرية، كافال، الصين، كريت، ديداغ، بلاد الشام (الإمبراطورية العثمانية)، المغرب، بورسعيد.
وأخيرًا، خضعت هذه الإصدارات لزيادات أخرى لتناسب بلدانًا أخرى أو حالات متخصصة، مثل: 
- على طوابع المغرب: طنجة؛
- على طوابع بلاد الشام: كاستيلوريزو، جزيرة أرواد، سوريا.

## الملاحظات
1. ↑  هذا هو أندر طابع ميرسون من بين السلاسل المختلفة التي تم إصدارها.

### ببليوغرافيا
- de Pellinex, Nicolas (Mar 2009). "Les Merson ayant servi à l'étranger, une collection dans la collection Seconde partie". Timbres magazine (بالفرنسية) (99): 68–72. P399.